# CV-36
La autovía CV-36, conocida como autovía de Torrente (Autovia de Torrent en valenciano) pertenece a la red autonómica de carreteras de la Comunidad Valenciana. Une la ciudad de Valencia con la A-7 autovía del Mediterráneo por Torrente.

## Nomenclatura

Indicador

La carretera CV-36 (autovía de Torrente) pertenece a la Red autonómica de carreteras de la Comunidad Valenciana y comunica la ciudad de Valencia con su área metropolitana.

## Historia
Anteriormente la CV-36 tenía la denominación de VV-3014, su recorrido era más o menos el mismo que el actual. Se trataba de una carretera local que unía Valencia con las poblaciones de Picaña, Paiporta y Torrente atrevasando los núcleos urbanos de dichas poblaciones. 

## Trazado actual
La CV-36 actualmente es conocida como Autovía de Torrente es un eje vial importante que une la ciudad de Valencia con la A-7 autovía del Mediterráneo, comunicando las poblaciones de Picaña, Paiporta, Torrente, Alacuás y Aldaya con la capital. Es autovía en todo su trazado. Inicia su recorrido en la Avenida de Archiduque Carlos en Valencia cruza el nuevo cauce del río Turia en dirección Torrente, circundando las poblaciones de Picaña, Torrente, Alacuás y finaliza su recorrido en el enlace con la A-7.

## Futuro de la CV-36
En octubre de 2024, el día 29, fue afectada por la DANA que azotó los pueblos de alrededor, siendo afectada desde el KM. 2 hasta el KM. 11 y se encuentra en reparaciones.
De momento no hay más futuros proyectos para la CV-36.

## Recorrido
| Velocidad | Esquema | Salida | Sentido A-7 (descendente)                                                                                   | Sentido Valencia (ascendente)                                                                               | Carretera          | Notas |
| --------- | ------- | ------ | --- | --- | ------------------ | ----- |
|           |         |        | Valencia | Valencia | Cº Nuevo de Picaña |       |
|           |         | 0AB    | A-3 aeropuerto - Madrid A-7 Castellón - Barcelona V-31 Alicante - Albacete                                  | A-3 aeropuerto - Madrid A-7 Castellón - Barcelona V-31 Alicante - Albacete                                  | V-30               |       |
|           |         |        | Autovía de Torrente                                                                                         | | CV-36              |       |
|           |         | 2      | Picaña Paiporta                                                                                             | Picaña Paiporta                                                                                             | CV-407             |       |
|           |         | 3      | Torrente sur Albal                                                                                          | Torrente sur Albal                                                                                          | CV-33              |       |
|           |         | 4      | Alacuás sur Chirivella Torrente                                                                             | Alacuás sur Chirivella Torrente                                                                             | CV-403             |       |
|           |         | 6      | Alacuás A-3 aeropuerto                                                                                      | Alacuás A-3 aeropuerto                                                                                      | CV-410             |       |
|           |         | 8      | Torrente oeste                                                                                              | Torrente oeste                                                                                              | CV-411             |       |
|           |         | 11     | | |                    |       |
|           |         |        | | Autovía de Torrente                                                                                         | CV-36              |       |
|           |         | 12     | Castellón - Barcelona A-3 Motilla del Palancar - Madrid A-23 Teruel - Zaragoza Alicante - Albacete - Murcia | Castellón - Barcelona A-3 Motilla del Palancar - Madrid A-23 Teruel - Zaragoza Alicante - Albacete - Murcia | A-7                |       |